# Look to Your Heart (Frank Sinatra)
Look to Your Heart è la terza raccolta del crooner statunitense Frank Sinatra per la Capitol Records, pubblicata nel 1959.

## Il disco
Il disco raccoglie singoli e B-side di Sinatra registrati dal 1953 al 1955, senza canzoni particolarmente notevoli o conosciute. Dopo This Is Sinatra! e This Is Sinatra Volume 2, la Capitol propone ancora una raccolta, che questa volta non avrà particolare successo tanto che l'etichetta decise di non rinnovare l'album con l'avvento del CD.

## Le tracce

### Lato A
1. Look to Your Heart - 3:10 - (Cahn, Van Heusen)
2. Anytime, Anywhere - 2:45 - (Carpenter, Adelson)
3. Not as a Stranger - 2:47 - (Van Heusen, Kaye)
4. Our Town - 3:16 - (Cahn, Van Heusen)
5. You, My Love - 2:56 - (Van Heusen, Gordon)
6. Same Old Saturday Night - 2:31 - (Cahn, Reardon)

### Lato B
1. Fairy Tale - 2:59 - (Livingston, Stanford)
2. The Impatient Years - 3:14 - (Cahn, Van Heusen)
3. I Could Have Told You - 3:18 - (Sigman, Van Heusen)
4. When I Stop Loving You - 2:56 - (Cates, Copeland, Greene)
5. If I Had Three Wishes - 2:56 - (Baum, Spence)
6. I'm Gonna Live Till I Die - 1:54 - (Hoffman, Kent, Curtis)

## Musicisti
- Frank Sinatra - voce;
- Nelson Riddle - arrangiamenti.